# 1. tankovska brigada NOVJ
Za druge 1. brigade glejte 1. brigada.
1. tankovska brigada NOVJ (srbohrvaško 1. tenkovska brigada) je bila prekomorska oklepna brigada NOV in POJ, ki je delovala med drugo svetovno vojno na področju Kraljevine Jugoslavije.

## Organizacija
Avgust 1944
- štab
- ambulanta
- delovni vod
- mehanična četa
- četa oklepnih vozil
- 1. tankovski bataljon
- 2. tankovski bataljon
- 3. tankovski bataljon
- 4. tankovski bataljon
- inženirski bataljon
- tankovska šola

## Poveljstvo
1945
- poveljnik: Periša Grujić
- politični komisar: France Hočevar
- načelnik štaba: Vlado Sekulić
- namestnik pov.: Josip Kuštrin